# Jean-Baptiste Monnot
Jean-Baptiste Monnot (* 4. August 1984 in Eu) ist ein französischer Organist.

## Leben
Monnot begann mit zwölf Jahren seine Ausbildung am Klavier und an der Orgel. Mit dreizehn trat er in die École Nationale de Musique von Dieppe ein. Mit fünfzehn wechselte er zum Conservatoire National de Région in Rouen. 2002 erhielt er seinen ersten Abschluss mit dem Diplôme d’études musicales régionales. 2004 begann er sein Studium bei Olivier Latry am Conservatoire national supérieur de musique et de danse de Paris, welches er 2007 mit dem Diplôme de Formation Supérieure abschloss. Er ergänzte seine Studien bei Bernhard Haas an der Hochschule für Musik und Darstellende Kunst Stuttgart. Er besuchte des weiteren Meisterklassenkurse bei Jean Guillou, dessen Assistent er von 2004 bis 2014 an Saint-Eustache war. Seit 2015 ist er zusammen mit Marie-Andrée Morisset-Balier Titularorganist an der Cavaillé-Coll-Orgel von St. Ouen in Rouen.

## Tondokumente
- Jean-Baptiste Monnot aux Grandes Orgues de la Collégiale Notre Dame et Saint Laurent O’ Toole d’Eu. 2008.
- Poetry of reflection – Le Lai de l’ombre – On the Cavaillé-Coll organ in St. Ouen, Rouen. 2018.